# ۱۴۳۷ (قمری)
۱۴۳۷ قمری، هزاروچهارصدوسی‌و هفتمین سال در گاه‌شماری هجری قمری قراردادی سالی عادی است.
اول محرم این سال روز پنجشنبه: (۲۳ مهر ۱۳۹۴ هجری خورشیدی) برابر با ۱۵ اکتبر سال ۲۰۱۵ میلادی است.